# نیکلاس هلنیوس
نیکلاس هلنیوس (انگلیسی: Nicklas Helenius؛ زادهٔ ۸ مهٔ ۱۹۹۱) بازیکن فوتبال اهل دانمارک است.
از باشگاه‌هایی که در آن بازی کرده‌است می‌توان به باشگاه فوتبال پادربورن، باشگاه فوتبال استون ویلا، و باشگاه فوتبال اوبی اشاره کرد.
وی همچنین در تیم‌های ملی فوتبال زیر ۲۱ سال دانمارک، و دانمارک بازی کرده‌است.